# Purple Sage
Purple Sage és una concentració de població designada pel cens dels Estats Units a l'estat de Wyoming. Segons el cens del 2000 tenia 413 habitants.

## Demografia
Segons el cens del 2000, Purple Sage tenia 413 habitants, 131 habitatges, i 99 famílies. La densitat de població era de 171,5 habitants/km².
Dels 131 habitatges en un 50,4% hi vivien nens de menys de 18 anys, en un 55,7% hi vivien parelles casades, en un 13% dones solteres, i en un 23,7% no eren unitats familiars. En el 14,5% dels habitatges hi vivien persones soles l'1,5% de les quals corresponia a persones de 65 anys o més que vivien soles. El nombre mitjà de persones vivint en cada habitatge era de 3,15 i el nombre mitjà de persones que vivien en cada família era de 3,56.
Per edats la població es repartia de la següent manera: un 36,3% tenia menys de 18 anys, un 13,1% entre 18 i 24, un 36,8% entre 25 i 44, un 10,4% de 45 a 60 i un 3,4% 65 anys o més.
L'edat mediana era de 25 anys. Per cada 100 dones de 18 o més anys hi havia 108,7 homes.
La renda mediana per habitatge era de 32.303 $ i la renda mediana per família de 45.156 $. Els homes tenien una renda mediana de 27.014 $ mentre que les dones 20.357 $. La renda per capita de la població era de 16.394 $. Entorn del 6,1% de les famílies i el 8,8% de la població estaven per davall del llindar de pobresa.

## Poblacions més properes
El següent diagrama mostra les poblacions més properes.